# Шийла Лин Вейл
Шийла Лин Вейл (на английски: Sheila Lynn Viehl) е плодовита американска писателка на бестселъри в жанровете романтична научна фантастика, романтичен трилър, фентъзи, любовен роман и християнска литература.
Пише под псевдонимите: научна фантастика като С. Л. Вейл (на английски: S. L. Viehl), фентъзи и паранормален романс като Лин Вейл (на английски: Lynn Viehl), любовен роман като Джена Хейл (на английски: Gena Hale), трилъри като Джесика Хол (на английски: Jessica Hall), юношеска литература като Ребека Кели (на английски: Rebecca Kelly), и документални книги като Шийла Кели (на английски: Sheila Kelly).

## Биография и творчество
Шийла Лин Вейл е родена на 14 юли 1961 г. в Балтимор, Мериленд, САЩ. Израства и учи в Южна Флорида. Още на 13 години пише първия си роман, който е отхвърлен за публикуване. След завършване на гимназията работи в медицински центрове на Американските военновъздушни сили, а после и в цивилни центрове за травматично лечение.
До 1989 г. пише още 22 любовни романа преди да започне да ги праща на редактори и издателства, които ги връщат в продължение на 10 години. През 1997 г. по препоръка на свой приятел се насочва към научната фантастика и написва романа „Stardoc“.
Едва през 2000 г., със съдействието на неин приятел, е публикуван първият ѝ роман „Stardoc“ от поредицата „Звезден доктор“. След 6 месеца той влиза в списъците на бестселърите и дава бърз старт на писателската ѝ кариера.
Шийла Вейл е един малкото мулти-жанрови писатели, като за всеки жанр тя пише под различен псевдоним. Произведенията на писателката често са в списъците на бестселърите.
Шийла Лин Вейл живее със семейството си в Корал Спрингс, Флорида.

## Произведения

### Като С. Л. Вейл

#### Самостоятелни романи
- Blade Dancer (2003)

#### Серия „Звезден доктор“ (Stardoc)
1. Stardoc (2000)
2. Beyond Varallan (2000)
3. Endurance (2001)
4. Shockball (2001)
5. Eternity Row (2002)
6. Rebel Ice (2006)
7. Plague of Memory (2007)
8. Omega Games (2008)
9. Crystal Healer (2009)
10. Dream Called Time (2010)

##### Във вселената на „Звезден доктор“

###### Серия „Био спасител“ (Bio Rescue)
1. Blade Dancer (2003)
2. Bio Rescue (2004)
3. Afterburn (2005)

### Като Джена Хейл

#### Самостоятелни романи
- Paradise Island (2001)
- Dream Mountain (2001)
- Sun Valley (2002)

### Като Джесика Хол

#### Самостоятелни романи
- The Deepest Edge (2003)
- Стоманена ласка, The Steel Caress (2003)
- The Kissing Blades (2003)
- В огъня, Into the Fire (2004)
- Изпепеляване, Heat of the Moment (2004)

### Като Лин Вейл

#### Серия „Даркин“ (Darkyn)
1. If Angels Burn (2005)
2. Private Demon (2005)
3. Dark Need (2006)
4. Night Lost (2007)
5. Evermore (2008)
6. Twilight Fall (2008)
7. Stay the Night (2008)
8. Master of Shadows (2008)

#### Серия „Киндред“ (Kyndred)
1. Shadowlight (2009)
2. Dreamveil (2010)
3. Frostfire (2011)
4. Nightshine (2011)

#### Серия „Младокръвни“ (Youngbloods)
1. After Midnight (2011)
2. Dead of Night (2012)

#### Серия „Господарите от Даркин“ (Lords of the Darkyn)
1. Nightborn (2012)
2. Nightbred (2012)
3. Nightbound (2013)

#### Серия „Разочаровани & Co“ (Disenchanted & Co)
1. Her Ladyship's Curse (2013)
2. His Lordship Possessed (2013)
3. Disenchanted & Co. (2014)

### Като Ребека Кели

#### Участие в общи серии с други писатели

##### Серия „Приказки от Грейс Чапъл Ин“ (Tales from Grace Chapel Inn)
2. Going to the Chapel (2003)
5. Portraits of the Past (2003)
7. Home For The Holidays (2005)
9. Midsummer Melody (2004)
13. Promises to Keep (2004)
18. Life is a Three-Ring Circus (2005)
от серията има още 46 романа от различни автори